# Médiateur de la mutualité sociale agricole
Le 1er janvier 2007, la Mutualité Sociale Agricole (France) a mis en place un médiateur nommé pour un mandat de 3 ans, renouvelable une fois. 

## Médiateur
- Louis Goupilleau, jusqu'en fin 2006.
- Pierre Henri Degregori, nommé début 2007.
- Roland Baud, nommé début 2016, succède à Jean-François Chadelat, arrivé au terme de son mandat.

## Fonctionnement
Le médiateur est financé par la MSA, organisme de protection sociale. Il est gratuit pour l'assuré. Ce médiateur  ne dépend ni de la Mutualité Sociale Agricole, ni de l'État. Il propose une occasion de règlement amiable, confidentiel et équitable de son litige. Le Médiateur de la MSA est une personnalité neutre et indépendante qui ne reçoit d'instructions de personne. Il a été choisi pour son expérience et sa connaissance du milieu agricole.
Les personnes qui peuvent avoir recours au médiateur de la MSA doivent être assurées ou ayant droit relevant du régime agricole de protection sociale.

## Champ de compétence
Le médiateur peut être saisi de tout litige en matière :
- de protection sociale obligatoire
  - l'assujettissement
  - le recouvrement des cotisations
  - les prestations sociales légales : maladie, maternité, invalidité, décès, accident du travail, vieillesse, prestations familiales
- de prestation sociale complémentaire vieillesse
- de médecine du travail, sur les aspects administratifs

## Modalités de recours
Le recours au médiateur n'interrompt pas les délais à respecter pour engager un recours devant le Tribunal des Affaires de Sécurité Sociale (TASS), seule juridiction compétente en matière de protection sociale.
Préalablement à l'appel au médiateur et de manière obligatoire, l'assuré doit avoir effectué un recours auprès de la Commission de Recours Amiable (CRA) de sa caisse et attendre la décision de celle-ci sur sa réclamation.
La saisine du médiateur se fait par lettre simple, accompagnée d'un dossier complet comportant un exposé clair du litige, l'objet de la réclamation et toutes les pièces concernant l'affaire. Elle peut également se faire par Internet, sur le site national de la MSA : 
Le service en ligne de Saisine du Médiateur de la MSA :
Le médiateur doit répondre dans les 3 mois suivant la saisine.